# Llista de monuments d'Esparreguera
Llista de monuments d'Esparreguera inclosos en l'Inventari del Patrimoni Arquitectònic Català per al municipi d'Esparreguera (Baix Llobregat). Inclou els inscrits en el Registre de Béns Culturals d'Interès Nacional (BCIN) amb la classificació de monuments històrics i els Béns Culturals d'Interès Local (BCIL) de caràcter arquitectònic.
| Monument                                                               | Protecció   | Estil/època                                                | Localització                                                           | Coordenades                                            | Codi?         | Imatge |
| ---------------------------------------------------------------------- | ----------- | ---------------------------------------------------------- | ---------------------------------------------------------------------- | ------------------------------------------------------ | ------------- | --- |
| Castell d'Esparreguera                                                 | BCIN 822-MH | Romànic XI-XII                                             | Esparreguera Camí de la Colònia Sedó al Puig                           | 41° 33′ 04″ N, 1° 52′ 18″ E / 41.551020°N,1.871583°E   | RI-51-0005469 | Castell d'Esparreguera · Vegeu més fotos d'aquest monument · Carregueu una nova foto d'aquest monument                                        |
| Castell de les Espases, Sant Salvador de les Espases                   | BCIN 823-MH | Romànic, obra popular X, XIV, XVI                          | Esparreguera Cim de les Espases. Accés des de la Puda.                 | 41° 34′ 48″ N, 1° 53′ 08″ E / 41.580110°N,1.885422°E   | RI-51-0005470 | Castell de les Espases (Esparreguera) · Vegeu més fotos d'aquest monument · Carregueu una nova foto d'aquest monument                         |
| Habitatge al carrer Cavallers, 2 bis                                   |             | Gòtic, obra popular XVI-XVII                               | Esparreguera C. Cavallers, 2 bis                                       | 41° 32′ 19″ N, 1° 52′ 14″ E / 41.538706°N,1.870684°E   | IPA-18473     | Habitatge al carrer Cavallers, 2 bis (Esparreguera) · Vegeu més fotos d'aquest monument · Carregueu una nova foto d'aquest monument           |
| Habitatge a la plaça Santa Eulàlia, 20                                 |             | Eclecticisme XIX                                           | Esparreguera Pl. Santa Eulàlia, 20 (enderrocat)                        | 41° 32′ 34″ N, 1° 52′ 09″ E / 41.5427902°N,1.8692635°E | IPA-18474     | Carregueu una nova foto d'aquest monument |
| Habitatge al carrer Montserrat, 25                                     |             | Modernisme XX Inici                                        | Esparreguera C. Montserrat, 25 (enderrocat)                            | 41° 32′ 36″ N, 1° 52′ 07″ E / 41.5432886°N,1.8686553°E | IPA-18475     | Carregueu una nova foto d'aquest monument |
| Habitatge al carrer Montserrat, 95                                     |             | Eclecticisme XIX                                           | Esparreguera C. Montserrat, 95 (enderrocat)                            | 41° 32′ 41″ N, 1° 52′ 01″ E / 41.5446049°N,1.8669539°E | IPA-18476     | Carregueu una nova foto d'aquest monument |
| Cal Fàbregues                                                          |             | Gòtic tardà XVI, XX                                        | Esparreguera C. Cavallers, 43                                          | 41° 32′ 16″ N, 1° 52′ 18″ E / 41.537841°N,1.871538°E   | IPA-18477     | Cal Fàbregues (Esparreguera) · Vegeu més fotos d'aquest monument · Carregueu una nova foto d'aquest monument                                  |
| Edifici d'habitatges al carrer Montserrat, 58A                         |             | Modernisme XX (1916)                                       | Esparreguera C. Montserrat, 58A                                        | 41° 32′ 32″ N, 1° 52′ 00″ E / 41.542136°N,1.866776°E   | IPA-18478     | Edifici d'habitatges al carrer Montserrat, 58A (Esparreguera) · Vegeu més fotos d'aquest monument · Carregueu una nova foto d'aquest monument |
| Cal Bacallaner                                                         |             | Historicisme XIX                                           | Esparreguera C. Barcelona, 34                                          | 41° 32′ 12″ N, 1° 52′ 16″ E / 41.536658°N,1.871199°E   | IPA-18479     | Cal Bacallaner (Esparreguera) · Vegeu més fotos d'aquest monument · Carregueu una nova foto d'aquest monument                                 |
| Habitatge al carrer Cavallers, 18                                      |             | Eclecticisme XIX                                           | Esparreguera C. Cavallers, 18                                          | 41° 32′ 18″ N, 1° 52′ 15″ E / 41.538421°N,1.870952°E   | IPA-18480     | Habitatge al carrer Cavallers, 18 (Esparreguera) · Vegeu més fotos d'aquest monument · Carregueu una nova foto d'aquest monument              |
| Ca la Teta                                                             |             | Gòtic-renaixement, obra popular XVI-XVII                   | Esparreguera C. Cavallers, 12-14                                       | 41° 32′ 19″ N, 1° 52′ 15″ E / 41.538519°N,1.870855°E   | IPA-18481     | Ca la Teta (Esparreguera) · Vegeu més fotos d'aquest monument · Carregueu una nova foto d'aquest monument                                     |
| Església de Santa Maria del Puig                                       |             | Romànic, gòtic X-XII, XV                                   | Esparreguera Pla del Puig                                              | 41° 33′ 05″ N, 1° 52′ 10″ E / 41.551331°N,1.869457°E   | IPA-18482     | Església de Santa Maria del Puig (Esparreguera) · Vegeu més fotos d'aquest monument · Carregueu una nova foto d'aquest monument               |
| Capella de Santa Margarida del Cairat o Saplanca                       |             | Romànic, preromànic IX, X                                  | Esparreguera Damunt del congost del Cairat                             | 41° 34′ 05″ N, 1° 51′ 58″ E / 41.567925°N,1.866085°E   | IPA-18484     | Carregueu una nova foto d'aquest monument |
| Església parroquial de Santa Eulàlia                                   |             | Gòtic, renaixement, barroc XVI-XVIII                       | Esparreguera Pl. de Santa Eulàlia, 1                                   | 41° 32′ 28″ N, 1° 52′ 07″ E / 41.541118°N,1.868652°E   | IPA-18485     | Església parroquial de Santa Eulàlia (Esparreguera) · Vegeu més fotos d'aquest monument · Carregueu una nova foto d'aquest monument           |
| Font Rosada                                                            |             | Obra popular XIX                                           | Esparreguera Camí vell de Monistrol                                    | 41° 33′ 37″ N, 1° 52′ 25″ E / 41.560398°N,1.873736°E   | IPA-18486     | Can Font Rosada (Esparreguera) · Vegeu més fotos d'aquest monument · Carregueu una nova foto d'aquest monument                                |
| Can Castells                                                           |             | Obra popular XIX                                           | Esparreguera Camí vell de Monistrol o camí de la cova de l'Ànima       | 41° 33′ 40″ N, 1° 52′ 20″ E / 41.561240°N,1.872306°E   | IPA-18487     | Can Castells (Esparreguera) · Vegeu més fotos d'aquest monument · Carregueu una nova foto d'aquest monument                                   |
| Ca n'Estruch Nou, Ca n'Estruc del Cairat                               |             | Obra popular XVIII                                         | Esparreguera Camí vell de Monistrol                                    | 41° 34′ 20″ N, 1° 51′ 41″ E / 41.572327°N,1.861282°E   | IPA-18488     | Carregueu una nova foto d'aquest monument |
| Habitatge al carrer Gran, 31                                           |             | Eclecticisme XIX                                           | Esparreguera C. Gran, 31                                               | 41° 32′ 22″ N, 1° 52′ 11″ E / 41.539562°N,1.869818°E   | IPA-18489     | Habitatge al carrer Gran, 31 (Esparreguera) · Vegeu més fotos d'aquest monument · Carregueu una nova foto d'aquest monument                   |
| Habitatge al carrer Montserrat, 18                                     |             | Modernisme XX (1922)                                       | Esparreguera C. Montserrat, 18                                         | 41° 32′ 29″ N, 1° 52′ 04″ E / 41.541397°N,1.867736°E   | IPA-18490     | Habitatge al carrer Montserrat, 18 (Esparreguera) · Vegeu més fotos d'aquest monument · Carregueu una nova foto d'aquest monument             |
| Can Mossèn Casimiro                                                    |             | Gòtic, obra popular XVI                                    | Esparreguera C. del Bruc, 1                                            | 41° 32′ 35″ N, 1° 51′ 56″ E / 41.543059°N,1.865417°E   | IPA-18491     | Can Mossèn Casimiro (Esparreguera) · Vegeu més fotos d'aquest monument · Carregueu una nova foto d'aquest monument                            |
| Cal Masana                                                             |             | Gòtic tardà, obra popular XVI-XVII                         | Esparreguera C. Gran, 40                                               | 41° 32′ 23″ N, 1° 52′ 11″ E / 41.539804°N,1.869694°E   | IPA-18492     | Cal Masana (Esparreguera) · Vegeu més fotos d'aquest monument · Carregueu una nova foto d'aquest monument                                     |
| Anagrama del Gremi de Paletes                                          |             | Obra popular XVIII                                         | Esparreguera C. Ferran Puig, 7                                         | 41° 32′ 26″ N, 1° 52′ 02″ E / 41.540600°N,1.86727°E    | IPA-18493     | Anagrama del Gremi de Paletes (Esparreguera) · Vegeu més fotos d'aquest monument · Carregueu una nova foto d'aquest monument                  |
| Hostal del Pitangó                                                     |             | Obra popular XVI, XIX                                      | Esparreguera C. Cavallers, 34                                          | 41° 32′ 16″ N, 1° 52′ 17″ E / 41.537830°N,1.871382°E   | IPA-18494     | Hostal del Pitangó (Esparreguera) · Vegeu més fotos d'aquest monument · Carregueu una nova foto d'aquest monument                             |
| Casa Castells                                                          |             | Obra popular XVI, XIX                                      | Esparreguera C. Gran, 48-50                                            | 41° 33′ 14″ N, 1° 52′ 09″ E / 41.553859°N,1.869161°E   | IPA-18495     | Casa Castells (Esparreguera) · Vegeu més fotos d'aquest monument · Carregueu una nova foto d'aquest monument                                  |
| Can Rubió                                                              |             | Obra popular XVI                                           | Esparreguera Camí ral d'Esparreguera a Collbató                        | 41° 33′ 31″ N, 1° 50′ 55″ E / 41.558734°N,1.848474°E   | IPA-18497     | Carregueu una nova foto d'aquest monument |
| Can Santjoan, Mas Bertran, Mas Teulat, Mas Vacarisses                  |             | Obra popular XVIII, XX                                     | Esparreguera Camí ral d'Esparreguera a Collbató                        | 41° 33′ 03″ N, 1° 51′ 30″ E / 41.550915°N,1.858301°E   | IPA-18498     | Can Santjoan (Esparreguera) · Vegeu més fotos d'aquest monument · Carregueu una nova foto d'aquest monument                                   |
| Can Comelles                                                           |             | Gòtic, neoclassicisme XIV-XV, XVIII, XIX                   | Esparreguera Camí ral d'Esparreguera a Collbató                        | 41° 32′ 53″ N, 1° 51′ 52″ E / 41.548155°N,1.864357°E   | IPA-18499     | Can Comelles (Esparreguera) · Vegeu més fotos d'aquest monument · Carregueu una nova foto d'aquest monument                                   |
| Ca n'Estruc Vell, Mas Jordà                                            |             | Obra popular XV                                            | Esparreguera Pista forestal de Ca n'Estruc del Cairat                  | 41° 34′ 12″ N, 1° 51′ 30″ E / 41.570002°N,1.858433°E   | IPA-18500     | Carregueu una nova foto d'aquest monument |
| La Puda de Montserrat                                                  |             | Neoclassicisme-romàntic XIX Mitjan                         | Esparreguera Camí de la Puda des de la ctra. C-55                      | 41° 34′ 15″ N, 1° 52′ 31″ E / 41.570854°N,1.875389°E   | IPA-18501     | La Puda de Montserrat (Esparreguera) · Vegeu més fotos d'aquest monument · Carregueu una nova foto d'aquest monument                          |
| Ca n'Àngel, Mas Febrer de la Muntanya                                  |             | Obra popular XVII, XX                                      | Esparreguera Camí a Can Roca                                           | 41° 33′ 21″ N, 1° 51′ 01″ E / 41.555833°N,1.850192°E   | IPA-18502     | Carregueu una nova foto d'aquest monument |
| La Vinya Vella                                                         |             | Obra popular XV, XVIII                                     | Esparreguera Ctra. N-II, trencall km 584                               | 41° 32′ 55″ N, 1° 50′ 51″ E / 41.548662°N,1.847430°E   | IPA-18503     | Carregueu una nova foto d'aquest monument |
| L'Hospital Vell, el Molí de la Figuera                                 |             | Eclecticisme XVIII, XIX                                    | Esparreguera Camí a continuació del carrer de les Hortes               | 41° 32′ 32″ N, 1° 52′ 45″ E / 41.5423378°N,1.8791742°E | IPA-18504     | Carregueu una nova foto d'aquest monument |
| Ca l'Idílio                                                            |             | Eclecticisme XIX                                           | Esparreguera Pl. de Santa Eulàlia, 6                                   | 41° 32′ 28″ N, 1° 52′ 09″ E / 41.541024°N,1.869181°E   | IPA-18505     | Ca l'Idílio (Esparreguera) · Vegeu més fotos d'aquest monument · Carregueu una nova foto d'aquest monument                                    |
| Habitatge al carrer Hospital, 13                                       |             | Neoclassicisme-romàntic XIX-XX                             | Esparreguera C. Hospital, 13                                           | 41° 32′ 19″ N, 1° 52′ 12″ E / 41.53851°N,1.86991°E     | IPA-18506     | Habitatge al carrer Hospital, 13 (Esparreguera) · Vegeu més fotos d'aquest monument · Carregueu una nova foto d'aquest monument               |
| Habitatge a la plaça de l'Ajuntament, 3                                |             | Modernisme XX                                              | Esparreguera Pl. de l'Ajuntament, 3                                    | 41° 32′ 21″ N, 1° 52′ 14″ E / 41.539172°N,1.870424°E   | IPA-18507     | Habitatge a la plaça de l'Ajuntament, 3 (Esparreguera) · Vegeu més fotos d'aquest monument · Carregueu una nova foto d'aquest monument        |
| Habitatge al carrer dels Arbres, 38A                                   |             | Modernisme XX (1923)                                       | Esparreguera C. dels Arbres, 38A                                       | 41° 32′ 24″ N, 1° 52′ 05″ E / 41.539995°N,1.867988°E   | IPA-18508     | Habitatge al carrer dels Arbres, 38A (Esparreguera) · Vegeu més fotos d'aquest monument · Carregueu una nova foto d'aquest monument           |
| Casa pairal dels Marquesos de Santa Anna                               |             | Obra popular XVIII                                         | Esparreguera C. Ferran Puig, 51-55 (enderrocada)                       | 41° 32′ 36″ N, 1° 52′ 03″ E / 41.5433213°N,1.8673959°E | IPA-18509     | Carregueu una nova foto d'aquest monument |
| Can Pasqual                                                            |             | Eclecticisme XVI, XIX                                      | Esparreguera C. Cavallers, 26                                          | 41° 32′ 17″ N, 1° 52′ 16″ E / 41.538116°N,1.871150°E   | IPA-18510     | Can Pasqual (Esparreguera) · Vegeu més fotos d'aquest monument · Carregueu una nova foto d'aquest monument                                    |
| Escola Municipal de Música                                             |             | Eclecticisme XIX                                           | Esparreguera C. Cavallers, 20                                          | 41° 32′ 18″ N, 1° 52′ 16″ E / 41.538286°N,1.871015°E   | IPA-18511     | Escola Municipal de Música (Esparreguera) · Vegeu més fotos d'aquest monument · Carregueu una nova foto d'aquest monument                     |
| Casa Ramon Ramon                                                       |             | Eclecticisme XIX                                           | Esparreguera C. Ferran Puig, 57-59                                     | 41° 32′ 31″ N, 1° 51′ 56″ E / 41.541962°N,1.865604°E   | IPA-18512     | Casa Ramon Ramon (Esparreguera) · Vegeu més fotos d'aquest monument · Carregueu una nova foto d'aquest monument                               |
| Casa Marimon                                                           |             | Obra popular XVIII                                         | Esparreguera C. Gran, 45                                               | 41° 32′ 24″ N, 1° 52′ 10″ E / 41.539963°N,1.869331°E   | IPA-18928     | Casa Marimon (Esparreguera) · Vegeu més fotos d'aquest monument · Carregueu una nova foto d'aquest monument                                   |
| Masia Cordelles                                                        |             | Obra popular XIX-XX                                        | Esparreguera C. Hortes                                                 | 41° 32′ 24″ N, 1° 52′ 35″ E / 41.539942°N,1.876417°E   | IPA-19442     | Masia Cordelles (Esparreguera) · Vegeu més fotos d'aquest monument · Carregueu una nova foto d'aquest monument                                |
| Cal Sant                                                               |             | Obra popular XX                                            | Esparreguera Pl. Ajuntament, 2                                         | 41° 32′ 21″ N, 1° 52′ 14″ E / 41.539110°N,1.870485°E   | IPA-32922     | Cal Sant (Esparreguera) · Vegeu més fotos d'aquest monument · Carregueu una nova foto d'aquest monument                                       |
| Caserna de la Guàrdia Civil, Can Vinyals                               |             | Eclecticisme XIX-XX                                        | Esparreguera C. Arbres, 19                                             | 41° 32′ 21″ N, 1° 52′ 06″ E / 41.539304°N,1.868312°E   | IPA-32924     | Caserna de la Guàrdia Civil (Esparreguera) · Vegeu més fotos d'aquest monument · Carregueu una nova foto d'aquest monument                    |
| Can Mata                                                               |             | Eclecticisme XIX                                           | Esparreguera C. Arbres, 27                                             | 41° 32′ 23″ N, 1° 52′ 04″ E / 41.539741°N,1.867849°E   | IPA-32930     | Can Mata (Esparreguera) · Vegeu més fotos d'aquest monument · Carregueu una nova foto d'aquest monument                                       |
| Can Fontimarc                                                          |             | Obra popular XIX                                           | Esparreguera C. Arbres, 41                                             | 41° 32′ 25″ N, 1° 52′ 03″ E / 41.540234°N,1.867600°E   | IPA-32934     | Can Fontimarc (Esparreguera) · Vegeu més fotos d'aquest monument · Carregueu una nova foto d'aquest monument                                  |
| La Fleca                                                               |             | Modernisme XX (1923)                                       | Esparreguera C. dels Arbres, 38                                        | 41° 32′ 24″ N, 1° 52′ 05″ E / 41.539923°N,1.868049°E   | IPA-32936     | La Fleca (Esparreguera) · Vegeu més fotos d'aquest monument · Carregueu una nova foto d'aquest monument                                       |
| Habitatge al carrer dels Arbres, 46                                    |             | Eclecticisme XIX                                           | Esparreguera C. Arbres, 46                                             | 41° 32′ 25″ N, 1° 52′ 03″ E / 41.540405°N,1.867609°E   | IPA-32958     | Habitatge al carrer dels Arbres, 46 (Esparreguera) · Vegeu més fotos d'aquest monument · Carregueu una nova foto d'aquest monument            |
| Habitatge al carrer dels Arbres, 48                                    |             | Obra popular XIX                                           | Esparreguera C. Arbres, 48                                             | 41° 32′ 26″ N, 1° 52′ 03″ E / 41.540459°N,1.867560°E   | IPA-32963     | Habitatge al carrer dels Arbres, 48 (Esparreguera) · Vegeu més fotos d'aquest monument · Carregueu una nova foto d'aquest monument            |
| Xemeneia de l'antiga Fàbrica de les Tovalloles, Fàbrica Montané i Font |             | Obra popular XIX-XX                                        | Esparreguera C. Balmes - av. Francesc Macià                            | 41° 32′ 25″ N, 1° 51′ 59″ E / 41.540248°N,1.866293°E   | IPA-32974     | Xemeneia de l'antiga Fàbrica de les Tovalloles (Esparreguera) · Vegeu més fotos d'aquest monument · Carregueu una nova foto d'aquest monument |
| Creu de terme                                                          |             | Darreres tendències XX                                     | Esparreguera C. Barcelona - Avd. Francesc Marimon                      | 41° 31′ 56″ N, 1° 52′ 30″ E / 41.532110°N,1.874922°E   | IPA-32980     | Creu de terme (Esparreguera) · Vegeu més fotos d'aquest monument · Carregueu una nova foto d'aquest monument                                  |
| Cal Cuc                                                                |             | Obra popular XIX-XX                                        | Esparreguera C. Bruc, 13-15                                            | 41° 32′ 37″ N, 1° 51′ 54″ E / 41.543495°N,1.864882°E   | IPA-32991     | Cal Cuc (Esparreguera) · Vegeu més fotos d'aquest monument · Carregueu una nova foto d'aquest monument                                        |
| Cal Campaner                                                           |             | Obra popular XIX-XX                                        | Esparreguera C. Gran, 70                                               | 41° 32′ 25″ N, 1° 52′ 08″ E / 41.540383°N,1.868976°E   | IPA-33004     | Cal Campaner (Esparreguera) · Vegeu més fotos d'aquest monument · Carregueu una nova foto d'aquest monument                                   |
| Habitatge al carrer Cavallers, 45                                      |             | Eclecticisme XIX                                           | Esparreguera C. Cavallers, 45                                          | 41° 32′ 16″ N, 1° 52′ 18″ E / 41.537788°N,1.871635°E   | IPA-33034     | Habitatge al carrer Cavallers, 45 (Esparreguera) · Vegeu més fotos d'aquest monument · Carregueu una nova foto d'aquest monument              |
| Cal Pau Canterer                                                       |             | Obra popular XVIII-XIX                                     | Esparreguera C. Ferran Puig, 27-29                                     | 41° 32′ 28″ N, 1° 52′ 00″ E / 41.541010°N,1.866795°E   | IPA-33055     | Cal Pau Canterer (Esparreguera) · Vegeu més fotos d'aquest monument · Carregueu una nova foto d'aquest monument                               |
| Mercat municipal                                                       |             | Noucentisme Josep Domènech i Mansana XX (1911)             | Esparreguera Av. Francesc Macià, 2                                     | 41° 32′ 16″ N, 1° 52′ 05″ E / 41.537662°N,1.867957°E   | IPA-33060     | Mercat municipal (Esparreguera) · Vegeu més fotos d'aquest monument · Carregueu una nova foto d'aquest monument                               |
| Ateneu                                                                 |             | Noucentisme XX (1926)                                      | Esparreguera Av. Francesc Macià, 26                                    | 41° 32′ 18″ N, 1° 52′ 03″ E / 41.538279°N,1.867562°E   | IPA-33077     | Ateneu (Esparreguera) · Vegeu més fotos d'aquest monument · Carregueu una nova foto d'aquest monument                                         |
| Habitatge al carrer Gran, 46                                           |             | Obra popular XVII-XVIII                                    | Esparreguera C. Gran, 46                                               | 41° 32′ 24″ N, 1° 52′ 10″ E / 41.539965°N,1.869523°E   | IPA-33103     | Habitatge al carrer Gran, 46 (Esparreguera) · Vegeu més fotos d'aquest monument · Carregueu una nova foto d'aquest monument                   |
| Cal Gerrer                                                             |             | Obra popular XVIII                                         | Esparreguera C. Hospital, 29                                           | 41° 32′ 18″ N, 1° 52′ 10″ E / 41.538225°N,1.869350°E   | IPA-33235     | Cal Gerrer (Esparreguera) · Vegeu més fotos d'aquest monument · Carregueu una nova foto d'aquest monument                                     |
| Cal Gerrer, botiga                                                     |             | Obra popular XVIII, XX                                     | Esparreguera C. Hospital, 32                                           | 41° 32′ 18″ N, 1° 52′ 09″ E / 41.538340°N,1.869144°E   | IPA-33236     | Botiga de Cal Gerrer (Esparreguera) · Vegeu més fotos d'aquest monument · Carregueu una nova foto d'aquest monument                           |
| Escorxador                                                             |             | Noucentisme, modernisme Josep Domènech i Mansana XX (1925) | Esparreguera C. Llobregat, 2                                           | 41° 32′ 33″ N, 1° 52′ 10″ E / 41.542541°N,1.869538°E   | IPA-33237     | Escorxador (Esparreguera) · Vegeu més fotos d'aquest monument · Carregueu una nova foto d'aquest monument                                     |
| Habitatge al carrer Montserrat, 10-12                                  |             | Modernisme XIX-XX                                          | Esparreguera C. Montserrat, 10-12                                      | 41° 32′ 29″ N, 1° 52′ 04″ E / 41.541300°N,1.867869°E   | IPA-33247     | Habitatge al carrer Montserrat, 10-12 (Esparreguera) · Vegeu més fotos d'aquest monument · Carregueu una nova foto d'aquest monument          |
| Habitatge al carrer Montserrat, 39                                     |             | Eclecticisme XIX-XX                                        | Esparreguera C. Montserrat, 39                                         | 41° 32′ 30″ N, 1° 52′ 02″ E / 41.541733°N,1.867106°E   | IPA-33261     | Habitatge al carrer Montserrat, 39 (Esparreguera) · Vegeu més fotos d'aquest monument · Carregueu una nova foto d'aquest monument             |
| Casa natal del Taquígraf Garriga                                       |             | Obra popular XIX                                           | Esparreguera C. Montserrat, 48                                         | 41° 32′ 31″ N, 1° 52′ 02″ E / 41.541878°N,1.867116°E   | IPA-33273     | Casa natal del Taquígraf Garriga (Esparreguera) · Vegeu més fotos d'aquest monument · Carregueu una nova foto d'aquest monument               |
| Habitatge al carrer Montserrat, 88                                     |             | Obra popular XIX-XX                                        | Esparreguera C. Montserrat, 88                                         | 41° 32′ 33″ N, 1° 51′ 58″ E / 41.542625°N,1.866204°E   | IPA-33274     | Habitatge al carrer Montserrat, 88 (Esparreguera) · Vegeu més fotos d'aquest monument · Carregueu una nova foto d'aquest monument             |
| Can Rial                                                               |             | Obra popular XIX-XX                                        | Esparreguera Av. Rafael Casanovas, 17                                  | 41° 31′ 30″ N, 1° 51′ 37″ E / 41.524949°N,1.860304°E   | IPA-33275     | Carregueu una nova foto d'aquest monument |
| Escola Mare de Déu de la Muntanya                                      |             | Noucentisme XX                                             | Esparreguera C. Sant Antoni, 29                                        | 41° 32′ 17″ N, 1° 52′ 06″ E / 41.537973°N,1.868443°E   | IPA-33276     | Escola Mare de Déu de la Muntanya (Esparreguera) · Vegeu més fotos d'aquest monument · Carregueu una nova foto d'aquest monument              |
| Santa Cecília                                                          |             | Obra popular XIX                                           | Esparreguera Pl. Sant Magí, 8-10                                       | 41° 32′ 35″ N, 1° 51′ 56″ E / 41.543023°N,1.865465°E   | IPA-33277     | Santa Cecília (Esparreguera) · Vegeu més fotos d'aquest monument · Carregueu una nova foto d'aquest monument                                  |
| Biblioteca Beat Domènech Castellet                                     |             | Noucentisme XX                                             | Esparreguera Pl. Santa Eulàlia, 3                                      | 41° 32′ 18″ N, 1° 52′ 09″ E / 41.538295°N,1.869133°E   | IPA-33278     | Biblioteca Beat Domènech Castellet (Esparreguera) · Vegeu més fotos d'aquest monument · Carregueu una nova foto d'aquest monument             |
| Can Roca                                                               |             | Obra popular XIX-XX                                        | Esparreguera Polígon industrial Can Roca                               | 41° 33′ 14″ N, 1° 51′ 34″ E / 41.553755°N,1.859510°E   | IPA-33279     | Can Roca (Esparreguera) · Vegeu més fotos d'aquest monument · Carregueu una nova foto d'aquest monument                                       |
| Can Tobella                                                            |             | Obra popular XIII-XV                                       | Esparreguera Carretera C-55                                            | 41° 34′ 30″ N, 1° 51′ 59″ E / 41.574864°N,1.866492°E   | IPA-33280     | Can Tobella (Esparreguera) · Vegeu més fotos d'aquest monument · Carregueu una nova foto d'aquest monument                                    |
| Can Paloma                                                             |             | Obra popular XIX-XX                                        | Esparreguera Carretera C-55                                            | 41° 34′ 05″ N, 1° 52′ 18″ E / 41.568042°N,1.871552°E   | IPA-33285     | Paràmetre iduelza desconegut |
| Ca n'Estruc de la Riera                                                |             | Obra popular XVI                                           | Esparreguera C-14114, camí de Ca n'Estruc de la Riera                  | 41° 31′ 37″ N, 1° 53′ 38″ E / 41.526845°N,1.893999°E   | IPA-33290     | Carregueu una nova foto d'aquest monument |
| Can Golart                                                             |             | Obra popular XVI-XIX                                       | Esparreguera Camí de Can Golart                                        | 41° 32′ 07″ N, 1° 51′ 18″ E / 41.535326°N,1.854907°E   | IPA-33300     | Carregueu una nova foto d'aquest monument |
| Colònia Sedó                                                           |             | Obra popular XIX                                           | Esparreguera Carretera a Can Vinyals                                   | 41° 33′ 01″ N, 1° 52′ 20″ E / 41.550405°N,1.872339°E   | IPA-33316     | Colònia Sedó (Esparreguera) · Vegeu més fotos d'aquest monument · Carregueu una nova foto d'aquest monument                                   |
| Pont del Magarola                                                      |             | Obra popular XIX-XX                                        | Esparreguera Ctra. de Barcelona a Igualada, sobre la riera de Magarola | 41° 31′ 28″ N, 1° 53′ 04″ E / 41.524441°N,1.884457°E   | IPA-36877     | Pont del Magarola (Esparreguera) · Carregueu una nova foto d'aquest monument                                                                  |
| Aqüeducte de la Colònia Sedó                                           |             | Obra popular XIX Final                                     | Esparreguera Colònia Sedó                                              | 41° 32′ 56″ N, 1° 52′ 16″ E / 41.548921°N,1.871055°E   | IPA-36878     | Aqüeducte de la Colònia Sedó (Esparreguera) · Vegeu més fotos d'aquest monument · Carregueu una nova foto d'aquest monument                   |
| Barraca de Can Dalmases                                                |             | Obra popular                                               | Esparreguera                                                           |                                                        | IPA-46319     | Carregueu una nova foto d'aquest monument |
| Pont de Can Golard                                                     |             | Obra popular                                               | Esparreguera                                                           | 41° 32′ 08″ N, 1° 51′ 11″ E / 41.535595°N,1.853099°E   | IPA-46320     | Carregueu una nova foto d'aquest monument |
| Mas Oliva                                                              |             | Obra popular                                               | Esparreguera                                                           | 41° 34′ 04″ N, 1° 52′ 37″ E / 41.56765°N,1.87703°E     | IPA-46326     | Carregueu una nova foto d'aquest monument |
| Pont de les Pells, Pont de la Barca                                    |             | Obra popular XVII-XVIII                                    | Esparreguera Ctra. de la Colònia Sedó                                  | 41° 32′ 32″ N, 1° 52′ 40″ E / 41.54219°N,1.87765°E     | IPA-46332     | Carregueu una nova foto d'aquest monument |
| Safareig de Cordelles                                                  |             |                                                            | Esparreguera Sota Can Cordelles                                        | 41° 32′ 23″ N, 1° 52′ 38″ E / 41.53980°N,1.87716°E     | IPA-53472     | Carregueu una nova foto d'aquest monument |